# محوطه سروآغاجو
محوطه سروآغاجو مربوط به دوران‌های تاریخی پس از اسلام است و در شهرستان قزوین، بخش مرکزی، روستای نجف آباد واقع شده و این اثر در تاریخ ۲۵ اسفند ۱۳۸۰ با شمارهٔ ثبت ۵۵۷۰ به‌عنوان یکی از آثار ملی ایران به ثبت رسیده است.